# Língua de sinais de Singapura
Língua de sinais da Singapura refere-se à língua usada pelos surdos de Singapura, na sua comunicação.
Singapura não tem realmente uma língua de sinais (em Portugal: língua gestual) oficial. Entretanto o método linguístico usado nas escolas para o ensino de surdos é o inglês sinalizado, que, como o nome sugere, consiste em sinalizar o inglês, palavra por palavra. No uso diário, alguns sinais são adaptados da Língua de sinais de Xangai, que foi ensinada nas escolas até à década de 1960.